# Eupithecia actaeata
Eupithecia actaeata là một loài bướm đêm thuộc họ Geometridae. Loài này có ở Tây Âu tới Nhật Bản. Ở châu Âu, nó có ở Fennoscandia tới Anpơ.
Sải cánh dài 19–24 mm. Có hai lứa trưởng thành một năm con trưởng thành bay từ the end of tháng 5 đến tháng 8.
Ấu trùng ăn Actaea spicata. Ấu trùng có thể tìm thấy từ tháng 6 đến tháng 9. Nó qua đông trong giai đoạn nhộng.

## Hình ảnh

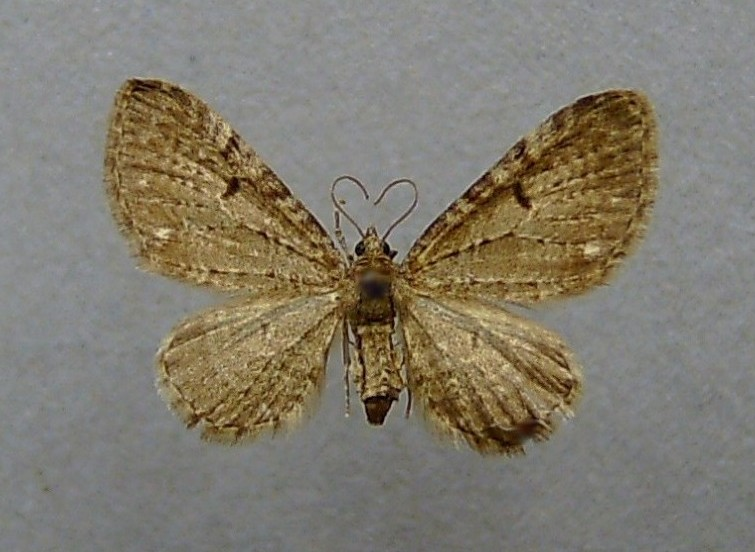